# クイント・ディ・トレヴィーゾ
クイント・ディ・トレヴィーゾ（伊: Quinto di Treviso）は、イタリア共和国ヴェネト州トレヴィーゾ県にある、人口約10,000人の基礎自治体（コムーネ）。

## 地理

### 位置・広がり

#### 隣接コムーネ
隣接するコムーネは以下の通り。
- モルガーノ
- パエーゼ
- トレヴィーゾ
- ゼーロ・ブランコ

### 気候分類・地震分類
気候分類では、zona E, 2409 GGに分類される。
また、イタリアの地震リスク階級 (it) では、zona 3 (sismicità bassa) に分類される。